# Émile Desvaux
Étienne Émile Desvaux (né à Vendôme le 8 février 1830 et mort le 13 mai 1854 à Mondoubleau) est un botaniste français expert des graminées. Il ne doit pas être confondu avec le botaniste Nicaise Augustin Desvaux (1784-1856).

## Biographie
Le père d'Émile Desvaux est un propriétaire terrien distingué, expert en agriculture et en chimie, qui fut maire de Mondoubleau. Il s'occupe de l'éducation de son fils, lui apprenant le grec, le latin, l'histoire et la géographie, et l'encourage à étudier la botanique. Le jeune Desvaux est déjà un collecteur passionné à l'âge de dix ans et participe aux expéditions botaniques de son père et de son frère. En 1847, il visite les Pyrénées et s'instruit des connaissances de Schimper et de Franqueville. En 1851, il fait un voyage avec son frère qui le mène à Genève, Munich et Berlin, où il visite les herbiers afin d'étudier notamment les espèces pour la rédaction de la flore du Chili qui y sont conservées. Il est en effet recommandé par Adrien de Jussieu pour collaborer avec Claude Gay à la rédaction de ses chapitres concernant les Cyperaceae et les Poaceae, dans son ouvrage sur la flore du Chili, Flora chilena.
Il entre en 1843 au lycée Louis-le-Grand, où il gagne de nombreux prix en physique, géométrie, algèbre et histoire naturelle. Il devient bachelier ès lettres en 1846 et il est diplômé en sciences physiques un an plus tard. Il étudie en plus la médecine et les sciences naturelles dont il est diplômé en 1850 et il reçoit le titre de docteur en médecine en 1854. Émile Desvaux meurt quelques mois plus tard à la veille de ses vingt-cinq ans.

## Publications

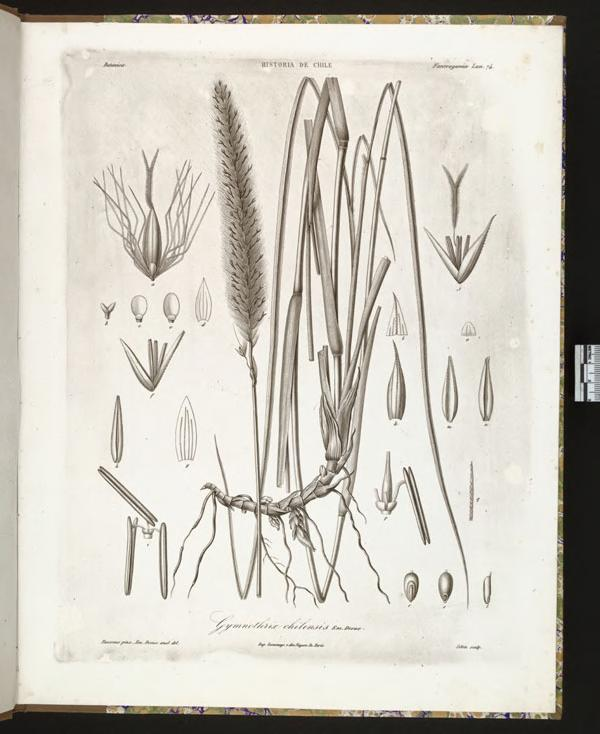
Pennisetum chilense, planche illustrée extraite de Gramineae chilenses (1853).

- Gramineae chilenses, Paris, éd. Thunot, 1853, 449 pages